# Steinhüshorn
Steinhüshorn – szczyt w Alpach Berneńskich, części Alp Zachodnich. Leży w Szwajcarii w kantonie Berno. Należy do pasma Alp Urneńskich. Można go zdobyć ze schroniska Windegghütten (1887 m), Trifthütte (2520 m) lub Gelmerhütte (2412 m).